# Pâtissier
 (mars 2012).
Initialement, le pâtissier désigne le spécialiste de la pâte, qui peut être sucrée ou salée.
À partir du 19e siècle, le pâtissier est un artisan ou un ouvrier spécialisé dans la fabrication des pâtisseries. Dans le commerce de détail, le métier de pâtissier est souvent couplé à d'autres activités proches : boulanger, chocolatier, confiseur, glacier, voire traiteur.
Le terme désigne également le chef de partie responsable des pâtisseries dans une brigade de cuisine. Pour finir, le terme désigne également toute personne élaborant de la pâtisserie dans un cadre domestique.
Ne pas confondre avec Pâtissier provenant du mot pâté. Personne qui travaillait la pâte. Le mot "pâtisserie" apparu vers 1170. Dans la pâte, on mettait de petits oiseaux (volaille, veau, perdrix, grive, merle) ou du poisson (anguille). Puis à la viande fut ajouté des truffes. Le pâté de Périgueux (Dordogne).

## Diplômes requis

### France
Niveau 4 (Bac + 0) au RNCP :

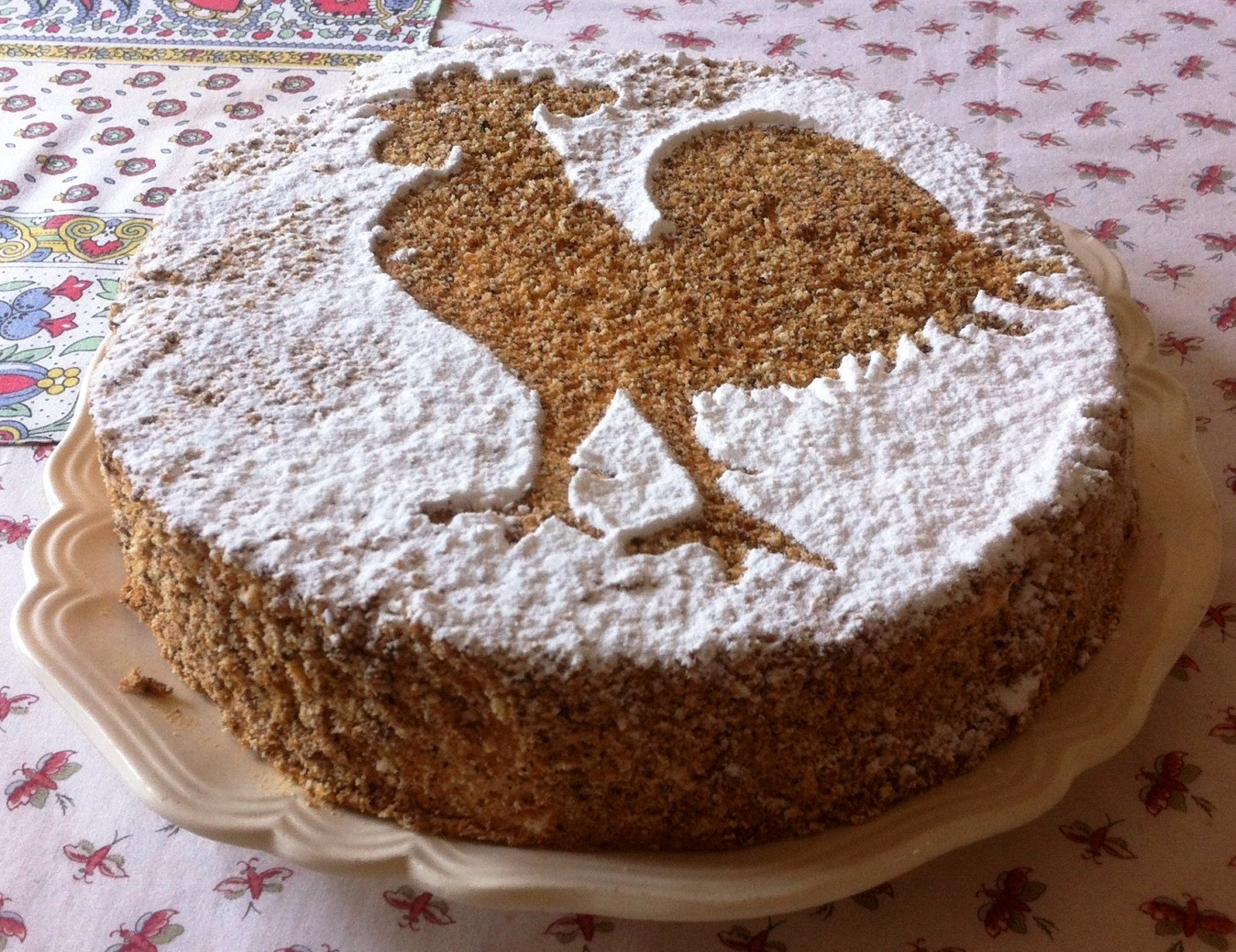
Chanteclair Pâtisserie originaire de Toulon.

- Baccalauréat professionnel (Bac pro) Boulanger pâtissier[1]
- Brevet de maîtrise (BM) Pâtissier confiseur glacier traiteur[1]
- Brevet technique des métiers (BTM) Pâtissier confiseur glacier traiteur[1]

Niveau 3 (Bac - 2) au RNCP :
- Certificat de spécialisation (CS) Pâtisserie boulangère ou CS Pâtisserie glacerie chocolaterie confiserie spécialisées[1];
- BEP alimentation option pâtissier ; chocolatier ; glacier ; confiseur ou cuisine-restauration, diplôme supprimé en 2021 ;
- CAP pâtissier[1] ou CAP cuisine option pâtisserie.

### Suisse
Certificat fédéral de capacité (CFC) Boulanger-pâtissier-confiseur

### Canada
Divers programmes d'études existent dans chacune des provinces canadiennes.
Cependant, seule la certification Sceau rouge (Red Seal) assure la mobilité des diplômés d'une province à l'autre en reconnaissant leurs compétences en la matière.

#### Québec
Dans la province, il existe une formation menant à un diplôme d'études professionnelles (DEP) en pâtisserie (1,5 année d'études secondaires professionnelles).
Pour les titulaires du DEP en cuisine, une formation menant à une attestation de spécialisation professionnelle (ASP) en pâtisserie de restauration contemporaine donne également les savoirs nécessaires pour exercer le métier dans le milieu de la restauration.
Un arrangement de reconnaissance mutuelle (ARM), entre le Québec et la France, existe également afin de faciliter la mobilité de cette main-d’œuvre qualifiée entre eux deux.

## Tenue obligatoire
Pour des raisons d'hygiène et de sécurité, des vêtements professionnels peuvent être obligatoires dans un atelier de pâtisserie :
- Pantalon en pied-de-poule
- Veste
- Chaussures de sécurité
- Tablier
- Toque, calot ou charlotte

## Matériel de base
Les matériels les plus utilisés en pâtisserie sont le fouet, la spatule, la palette, la corne (pour racler les bords d'un saladier par exemple) et des culs de poule (saladiers en inox).

## Gros matériel
Parmi le gros matériel, il y a le four ventilé, le four à sole (un four à pain), le batteur qui est plus ou moins gros (en pâtisserie, un pâtissier utilise un petit batteur; les gros batteurs sont utilisés le plus souvent en boulangerie avec le crochet). Avec celui-ci, on trouve trois ustensiles : le crochet qui sert à pétrir les pâtes ; le fouet qui sert à monter de la crème ou des blancs, et la palette, ou feuille, qui sert à confectionner certains appareils très épais (crème d'amande, lissage de la crème pâtissière…), par exemple ; et enfin le laminoir qui sert à « abaisser » de la pâte de façon régulière et précise.
Le tour pâtissier est un meuble qui sert, avec son plan de travail, à la préparation des denrées, et pour l'intérieur, à stocker les denrées de base, les produits semi-finis, et les produits finis.

## Médias
- Document vidéo : le métier de pâtissier (durée : 6 minutes 3 secondes)